# Cikloheksan
Cikloheksan (molekulska formula: C6 H12) je ciklični alkan z molekulsko formulo C6H12. Je brezbarvna, lahko gorljiva tekočina z značilnim vonjem. Vrelišče ima pri 81°C. Nahaja se predvsem v galicijskih in kavkaških naftah.
Večinoma se uporablja kot topilo v lepilih (cikloheksan v povezavi z drugimi topili). To so v glavnem lepila na osnovi neoprena (polikloroprena), ki se uporabljajo v usnjarski industriji (čevlji), gradbeni industriji (talni premazi) in industriji avtomobilske opreme. Lepila na osnovi cikloheksana večinoma uporabljajo obrtniki, uporabljajo pa se tudi v gospodinjstvu in v „naredi si sam“ izdelkih.
Snov ima tališče pri 6oC, vrelišče pri 69oC, vnetišče pri 260oC in plamentišče pri -18oC. Je topilo.

Cikloheksan se uporablja kot surovina za industrijsko proizvodnjo heksandiojske kisline in kaprolaktama; obe spojini sta vmesni proizvod pri izdelavi najlona. Za industrijsko rabo se cikloheksan proizvaja z reakcijo  benzena in vodika. Zaradi svojih edinstvenih kemičnih in strukturnih lastnosti, se cikloheksan uporablja v laboratorijih pri analizi in kot referenca oziroma standard. Cikloheksan ima značilen vonj po detergentu, ki spominja na čistila v katerih se včasih uporablja.

## Struktura, fizikalne lastnosti

### Konformacija
Šesterokotna struktura cikloheksana ne ustreza obliki popolnega heksagona. Struktura ravninskega heksagona ima znaten premik kota, ker njegove vezi ne potekajo pod kotom 109,5°. Ravno tako je opazna prekrita konformacija zaradi napetosti v kotih v strukturi. Da bi zmanjšal napetost, se tako cikloheksan prilagodi tridimenzionalni strukturi, znani kot konformacija stola. Omenjeno strukturo je prvi omenjal že Herman Sachse leta 1890, vendar je bila teorija sprejeta veliko kasneje. Nova konformacija tako postavlja atome ogljika pod kotom 109,5°. Polovica vodikov je v ekvatorialni ravnini obroča, medtem ko je druga polovica postavljena aksialno (pravokotno) na ravnino. Taka konformacija predstavlja najbolj stabilno strukturo cikloheksana. Obstaja še druga znana konformacija, poznana kot konformacija kadi, vendar se preoblikuje v nekoliko bolj stabilno konformacijo stola. Pri monosubstituciji cikloheksana s substituentom, bo le-tega najverjetneje našli v ekvatorialni poziciji, saj je to nekoliko stabilnejša konformacija.
Od vseh cikličnih alkanov ima cikloheksan najmanjši kot in kotne napetosti in šteje kot referenca (0) za skupni premik obroča. Zato je cikloheksan tudi najstabilnejši med cikličnimi alkani in bo v primerjavi z njimi oddal najmanjšo količino toplote na enoto CH2 pri zgorevanju.

### Trdna Faza
Cikloheksan ima dve kristalni fazi. Visokotemperaturna faza I je stabilna med 186 K in 280 K. Kristal v tej fazi je plastičen, kar pomeni, da se molekule v njem deloma še lahko gibljejo. Nizkotemperaturna faza II nastopi pod 186 K in je urejena. Ostali dve nizkotemperaturni fazi III in IV sta metastabilni in ju dosežemo z izpostavljanjem tlaku nad 30 Mpa, kjer se pojavi faza IV izključno v devteriranem cikloheksanu (kjer ne smemo pozabiti, da višji tlak poviša vse vrednosti prehodnih temperatur).
| Št. | Tip celice   | Prostorska skupina | a (Å) | b (Å) | c (Å) | Z | T (K) | P (MPa) |
| --- | ------------ | ------------------ | ----- | ----- | ----- | - | ----- | ------- |
| I   | Kubična      | Fm3m               | 8,61  |       |       | 4 | 195   | 0,1     |
| II  | Monoklinska  | C2/c               | 11,23 | 6,44  | 8,20  | 4 | 115   | 0,1     |
| III | Ortorombična | Pmnn               | 6,54  | 7,95  | 5,29  | 2 | 235   | 30      |
| IV  | Monoklinska  | P12(1)/n1          | 6,50  | 7,64  | 5,51  | 4 | 160   | 37      |
Z pomeni število strukturnih enot na enoto celice, konstante celice a, b in c so merjene pri dani temperaturi T in tlaku p.

## Kemija

### Reakcije
Cikloheksan je kot nepolarni hidrofobni ogljikovodik sam po sebi precej nereaktiven. Lahko reagira z zelo močnimi kislinami, npr. s superkislinskim sistemom HF + SbF5, kar povzroči prisilno protonacijo in »pokanje ogljikovodika«. Kljub temu lahko substituirani cikloheksani postanejo reaktivni pod različnimi pogoji, veliko njih je pomembnih za organsko kemijo. Cikloheksan je zelo vnetljiv.

### Derivati
Specifična ureditev funkcionalnih skupin v derivatih cikloheksana (in tudi v večini molekul ogljikovodikov) je izjemno pomembna pri kemijskih reakcijah, še posebej pri reakcijah, ki vključujejo nukleofile. Substituenti v obroču morajo biti postavljeni aksialno, če želimo, da reagirajo z drugimi molekulami. Na primer: pri reakciji bromocikloheksana in nukleofila, hidroksidnega aniona (OH-), dobimo cikloheksen:
C6H11Br + OH− → C6H10 + H2O + Br−

Ta reakcija, splošno znana kot eliminacijska reakcija ali dehalogenizacija (še posebej E2) zahteva, da je bromov substituent v aksialni poziciji in da je nasproten še enemu H atomu. Ob predpostavki, da je bromocikloheksan v pravi formaciji, se E2 reakcija začne:
1. Eleltronski par med C-Br se premakne na Br, tvori Br-, ter ga odcepi od cikloheksana.
2. Nukleofil (-OH) odda elektronski par sosednjemu aksialnemu atomu H, sprosti H in z njim reagira v H2O.
3. Vez, ki jo tvori elektronski par med sosednjima aksialnima H se prestavi med C-C in tvori C=C.

Vsi trije koraki se zgodijo istočasno - kar je karakteristika vseh E2 reakcij.
Zgornja reakcija bo večinoma generirala E2 reakcije in rezultirajoči produkt bo večinoma (okrog 70%) cikloheksen. Odstotek se spreminja glede na razmere; v splošnem tekmujeta dve različni reackiji (E2 in SN2). Pri zgornji reakciji bi SN2 reakcija zamenjala brom za hidroksilno skupino (OH-), vendar le v primeru, da je Br aksialno postavljen. Ko se SN2 substitucija zaključi, nova OH skupina skoči nazaj v bolj stabilno ekvatorialno pozicijo v času okoli 1 ms.

## Uporaba
Za komercialno rabo je večina proizvedenega cikloheksana v obliki cikloheksanon-cikloheksanol mešanici, poznani pod imenom KA olje, ki jo pridobimo s katalitsko oksidacijo. KA olje je nato uporabljeno kot surovina za heksandiojska kislina in kaprolaktam. V primeru, da je KA olju več cikloheksanola, ga je ekonomsko bolj upravičeno pretvoriti v heksandiojsko kislino, če pa je več cikloheksanona, ga raje pretvorimo v kaprolaktam. Koncenraciji obeh spojin kontroliramo z izbiro primernega katalizatorja. Cikloheksan pogosto uporabljamo kot nepolarno organsko topilo.
Kljub temu, da je o cikloheksanu že veliko znanega, še vedno potekajo raziskave o mešanici cikloheksana in benzena ter o trdni fazi cikloheksana za določanje vsebnosti vodika pri obsevanju na -195 °C.
Cikloheksan se zaradi faznega prehoda med kristali pri -87,1 °C uporablja tudi za kalibracijo instrumentov za diferenčno dinamično kalorimetrijo (DSC).
Cikloheksan se uporablja kot plin pri toplotnih obdelavah za dovajanje ogljika v vakuumskih pečeh za cementiranje.

## Zgodovina
Za razliko od ostalih spojin kot npr. benzen, cikloheksana ne moremo enostavno pridobiti iz naravnih virov, recimo premoga. Proti koncu 19. stoletja so se raziskovalci v kemiji morali zanašati na organsko sintezo; da so izluščili detajle postopka, je trajalo skoraj 30 let. Leta 1868 je Marcellin Berthelot reduciral benzen z vodno raztopino vodikovega jodida pri povišanih temperaturah. Recijski produkt je nepravilno ozančil za n-heksan; ne le zaradi priročnega ujemanja v vrelišču pri 69°, temveč tudi zato, ker (ravno tako kot njegov sodobnik, August Kekulé) ni verjel, da je benzen ciklična spojina, ampak ga je imel za enega od produktov acetilena. Leta 1870 je Adolf von Baeyer kot eden od skeptikov, ki je v to teorijo podvomil, ponovil eksperiment in isti reakcijski produkt razglasil za heksahidrobenzen, leta 1890 pa je Vladimir Markovnikov verjel, da je mogoče isto spojino distilirati iz kavkaške nafte. Poimenoval jo je heksanaften.
Leta 1894 je Baeyer cikloheksan sintetiziral z Dieckmannovo kondenzacijo heptanojske kisline z več redukcijami. Istega leta sta do enakega rezultata prišla E. Haworth in W. H. Perkin Jr. z Wurtz-ovo reakcijo 1,6-dibromoheksana. Na njihovo presenečenje je imel njihov cikloheksan za 10 °C višje vrelišče tako od heksahidrobenzena kot od heksanftena. Uganko so rešili Markovnikov, N. M. Kishner in Nikolaj Zelinsky leta 1895, ko so heksahidrobenzen in heksanften razglasili za metilciklopentan kot rezultat nepričakovane preureditve pri reakciji.
Dandanes se cikloheksan sintetizira iz benzena z bolj izpopolnjenimi redoks reakcijami.